# Bernardo Samper
Pour les articles homonymes, voir Samper.
Bernardo Samper, né le 8 avril 1982 à Bogota, est un joueur colombien de squash. Il atteint en novembre 2007 la 57e place mondiale sur le circuit international, son meilleur classement. Il est médaille d'or en double et par équipes aux Jeux sud-américains de 2010.

## Palmarès

### Finales
- Open de Pittsburgh : 2009
- Bluenose Classic : 2006